# Bruno Epple

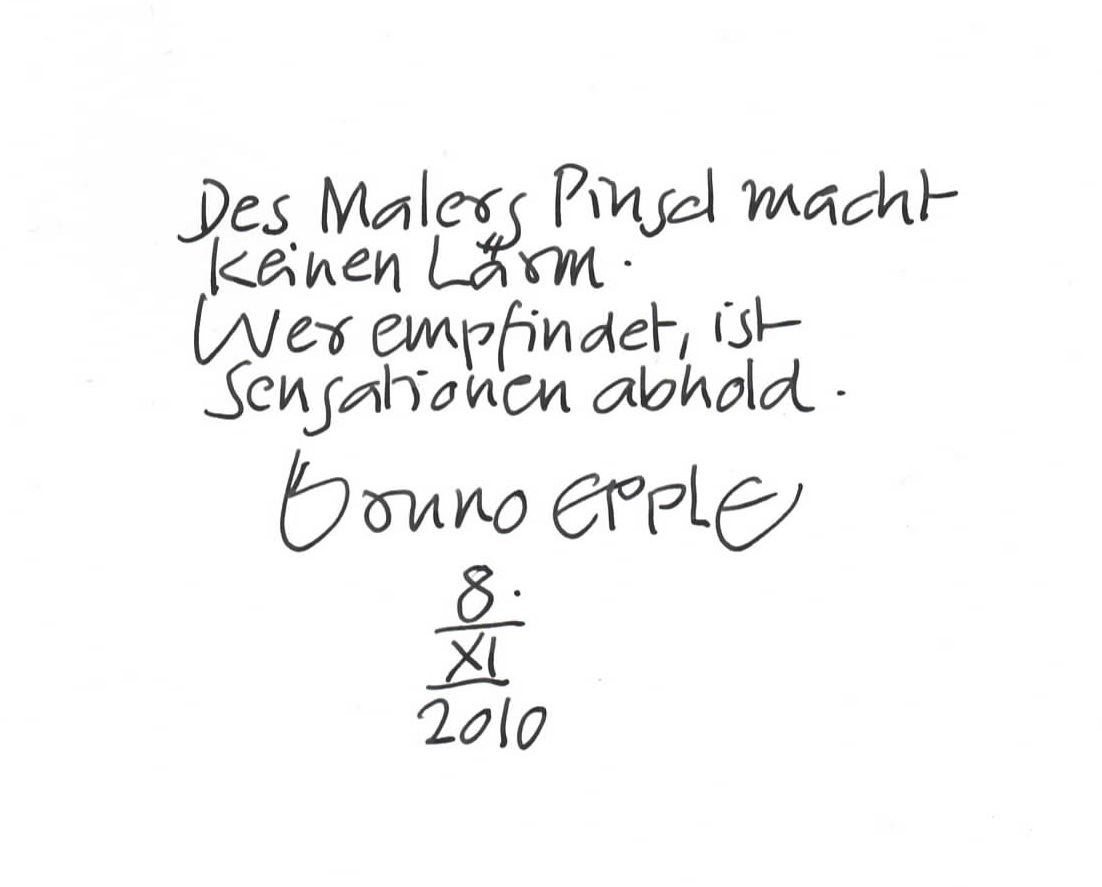
Handschriftliche Buchwidmung mit datierter Unterschrift des „Malerdichters“ Bruno Epple, 2010.

Bruno Epple (* 1. Juli 1931 in Rielasingen; † 11. August 2023 in Allensbach) war ein deutscher Gymnasiallehrer, Maler und Dichter, der vor allem durch seine in bodenseealemannischem Dialekt geschriebenen Mundartgedichte Bekanntheit erlangte.

## Leben
Bruno Epple war der Sohn von Paul Epple (1897–1994) und Adelheid Diesch (1896–1978), die in Rielasingen ein Café-Restaurant betrieben. Seine Kindheit und Jugend verlebte er in Radolfzell am Bodensee, wohin die Familie 1936 zog. Seit 1965 lebte er in Wangen auf der Höri am Bodensee. Er war seit 1960 verheiratet mit der Augenoptikerin Doris Graf-Scholz (1931–2020); die Ehe blieb kinderlos.
Bruno Epple starb im August 2023 im Alter von 92 Jahren und wurde auf dem Friedhof von Wangen beigesetzt.

## Ausbildung, Beruf
Nach der Volksschule 1938–1942 ging Epple auf die Oberrealschule in Radolfzell („Mettnau-Oberschule“) und ab 1946 auf das Heinrich-Suso-Gymnasium Konstanz. 1950 wurde Epple ein Freiplatz in der Stiftsschule Engelberg angeboten, wo er dann 1952 seine Altsprachliche Eidgenössische Matura des Kantons Obwalden absolvierte. 1952 begann er das Studium der Philosophie, Germanistik, Romanistik und Geschichte in Freiburg, wechselte 1954 nach München und war 1956–1957 Deutsch-Assistent am Collège Moderne de Garçons in Rouen. Im Jahr 1959 legte Epple in Freiburg das Staatsexamen in Deutsch, Geschichte und Französisch ab.
Nach Referendars- und Assessorenzeit an Gymnasien in Konstanz, Säckingen und Singen war er von 1962 bis 1965 Lehrer am Alexander-von-Humboldt-Gymnasium Konstanz und von 1965 bis 1989 am Gymnasium Radolfzell tätig, wo er 1972 zum Gymnasialprofessor ernannt wurde. 1989 ging Epple in den Vorruhestand und lebte seitdem als freier Autor und Maler.

## Mitgliedschaften und Auszeichnungen
Bruno Epple war Mitglied des deutschschweizerischen Zweigs der internationalen Schriftstellervereinigung P.E.N. (englisch, Poets. Essayists. Novelists., deutsch: Dichter. Essayisten. Schriftsteller) und der Literarischen Gesellschaft Forum Allmende, dort Gründungsmitglied im „Freundeskreis Jacob Picard“, für dessen Gedenken und bleibende literarische Präsenz sich Epple durch Lesungen aus Picards Erzählungen aus dem Landjudentum einsetzte.
- 1973: Prix d'argent des „Prix pro arte peinture naive européenne“, Morges, für das Bild Brautwerbung (1973)
- 1977: „Prix d'or“ für das Gesamtwerk
- 1991: Bodensee-Literaturpreis der Stadt Überlingen
- 1996: Johann-Peter-Hebel-Medaille der Muettersproch-Gsellschaft, Gruppe Hegau
- 1998: Alefanzorden der Langensteiner Cumpaney, Fasnachtsmuseum Schloss Langenstein
- 2002: Verdienstmedaille des Landes Baden-Württemberg
- 2012: Hegaupreis der Gemeinde Steißlingen[8]
- 2019: Bundesverdienstkreuz (Verdienstkreuz am Bande)
- 2021: Heimatmedaille des Landes Baden-Württemberg in Zusammenarbeit mit dem Landesausschuss Heimatpflege[9]
- 2023: Heinrich-Rehm-Medaille der Narrenvereinigung Hegau-Bodensee, zusammen mit dem Fasnachtsmuseum Schloss Langenstein (posthum)

## Literarisches Werk
Bruno Epple schrieb Gedichte und kurze Prosatexte in Alemannisch und Hochdeutsch. Erste Gedichte in bodenseealemannischem Dialekt entstanden 1955, angeregt durch sein Studium der mittelhochdeutschen Sprache. Zwischen 1992 und 2009 erschienen seine hochdeutsch geschriebenen Kindheitserinnerungen in drei Bänden. Thematisiert werden in Epples Heimatdichtung wie auch in seiner Malerei immer wieder die Bodensee-Landschaft im Jahreslauf, ihre Städte und Dörfer, der Alltag und die Sprache der Menschen, die dort leben. Wiederkehrende Themen bzw. Motive sind ferner existenzielle Fragen, Kindheit,  Krankheit und Tod, das christliche Brauchtum sowie die regionalen Bräuche der Fastnacht, an der er über Jahrzehnte durch Mundartgedichte, Büttenreden, künstlerische Arbeiten und in Radolfzell als „Narrenrat“ und zeitweilige Verkörperung der Figur des „Kappedeschle“ mitwirkte. Mit den Autorenkollegen Manfred Bosch, Hermann Kinder, Reiner Kunze, Arnold Stadler und Martin Walser war Epple freundschaftlich verbunden.

### Hochdeutsch
- Vom Geist der Kathedrale. Prosagedichte. Mit Linolschnitten von Fritz Möser. Martin, Buxheim a. d. Iller 1958.
- Der Bärenhäuter. Schuloper in fünf Bildern nach dem Märchen der Brüder Grimm. Text: Bruno Epple, Musik: Günther Langer. Als Typoskript vervielfältigt. Gymnasium Radolfzell 1967.
- Goldkehlchen. Märchenkommödie in fünf Bildern. Text: Bruno Epple, Musik: Günther Langer. Verlag Huggle und Meurer, Radolfzell 1973.
- Museum Rade im Naturpark Oberalster. Westermann, Braunschweig 1978.
- mit Lieslott Walz: Glaskunst. Leben und Werk der Künstlerin. Paul Haupt Verlag, Bern-Stuttgart 1981.
- mit Dino Larese: Besuch bei Bruno Epple. Amriswiler Bücherei, Amriswil 1982.
- mit Ursula Wolf, Achim Fenner: Scheffel, Herr der Mettnau. Erinnerungsschrift zum 100. Todestag von Joseph Viktor von Scheffel 9. April 1986. Förderverein Heimatmuseum u. Stadtgeschichte, Radolfzell 1986.
- Ein Clown läuft ins Bild. Rosgarten Verlag, Konstanz 1986, ISBN 3-87685-117-3.
- Einbildungen. Lebensstationen in Bildern und Texten. Mit Beiträgen von Bruno Epple, Helen Meier, Martin Walser u. a. Rosgarten, Konstanz 1990
- Das Buch da. Prosa. Edition Maurach 2, hrsg. v. Gisela Linder und Martin Walser. Gessler, Friedrichshafen 1992.
- Den See vor Augen. Gessler, Friedrichshafen 1992, ISBN 3-922137-88-1, 2. Auflage 1996, 3. Auflage 2000; erster Band der Kindheitstrilogie.
- Im Zug zurück. Stationen einer Kindheit.  Mit elf farbigen Bildbeigaben. Gessler, Friedrichshafen 1997, ISBN 3-86136-017-9, 2. Auflage 1998; zweiter Band der Kindheitstrilogie.
- Seegefilde. Bilder und Texte. Verlag Robert Gessler, Friedrichshafen 2004, ISBN 3-86136-089-6.
- Lyrik im Fingerhut. Selbstverlag, Öhningen-Wangen 2006, ohne ISBN.
- Vor allem der See – Erinnerte Kindheit. Gessler, Friedrichshafen 2009, ISBN 978-3-940086-30-3; dritter Band der Kindheitstrilogie.
- Gedichte nebenbei. Selbstverlag, Öhnungen-Wangen 2009.
- Gedichte zum Auflesen. Klöpfer & Meyer, Tübingen 2010, ISBN 978-3-940086-93-8.
- Erntedankfest – Ein Lesebuch. Vorwort von Martin Walser. Klöpfer & Meyer, Tübingen 2011, ISBN 978-3-86351-014-5.
- Gedichte aus dem Atelier. Privatdruck, Radolfzell / Tübingen 2012.
- Wenn Tiere Noahs beten, Selbstverlag, Öhningen-Wangen 2014.
- Blatt um Blatt. Gedichte eines Malers. Klöpfer & Meyer Verlag, Tübingen 2016, ISBN 978-3-86351-518-8.
- Prosa-Etüden. Klöpfer & Meyer Verlag, Tübingen 2018, ISBN 978-3-86351-528-7.
- Arabesken. Reim um Reim. Selbstverlag, Öhningen-Wangen 2022.

### Alemannisch

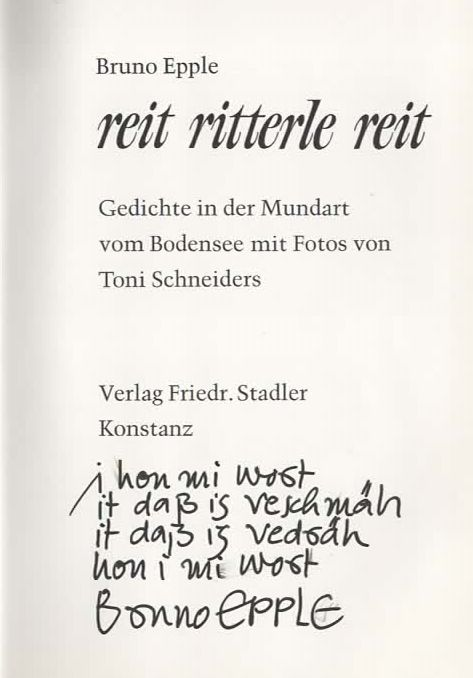
„i hon mi wort / it daß is veschmäh / it daß is vedräh / hon i mi wort“ – Epple-Autograph auf Titelblatt des Gedichtbandes reit ritterle reit, 1979.

- Dinne und Dusse. Alemannische Gedichte vom Hegau-Untersee. Mit Linolschnitten von Curth Georg Becker. Rosgarten Verlag, Konstanz 1967, 2. Auflage 1977,  ISBN 3-87685-066-5.
- Hirtenweihnacht. In seealemannischer Mundart für Spieler, Sänger, Instrumente. Text Bruno Epple. Musik: Gunther Langer. Uhl, Radolfzell 1971, Neuauflage Friedrichshafen 1996.
- reit ritterle reit. Gedichte in der Mundart vom Bodensee mit Fotos von Toni Schneiders. Stadler, Konstanz 1979, ISBN 3-7977-0045-8.
- Wosches. Sechzig vergnügliche Lektionen zur alemannischen Mundart. Südkurier, Konstanz 1980.
- Wosches 2. Weitere sechzig vergnügliche Lektionen zur alemannischen Mundart. Südkurier, Konstanz 1981.
- Wosches 3. Nochmals sechzig vergnügliche Lektionen zur alemannischenn Mundart. Südkurier, Konstanz 1983, Neuauflage von Wosches 1–3: Südverlag, Konstanz 1995.
- Doo woni wohn. Alemannische Gedichte. Verlag Robert Gessler, Friedrichshafen 1998, ISBN 3-86136-028-4.
- mit Walter Berschin: Walahfrid Strabos Lob der Reichenau auf alemannisch. Mit einem Beitrag von Walter Berschin über Walahfrid Strabo und sein Metrum Saphicum. Gessler, Friedrichshafen 2000, ISBN 3-86136-051-9.
- Alemannisch vom See. Lyrik von Bruno Epple, gelesen vom Autor. Bernd Konrad: Saxophon. CD. Produktion des SWR Tübingen. Spieldauer 45:05, Freiburger Music Forum, Freiburg 2004.
- Ein Konstanzer Totentanz. Leichenlamento im Dialekt. Aufgeführt vom Stadttheater Konstanz 1982, dort als Freilichtspiel 2007. Greuter, Hilzingen 2007, ISBN 3-938566-08-6.
- Joachim Scholz (Hrsg.): Der Minnesänger Burkart von Hohenfels. Sechs Lieder aus dem Codex Manesse in die alemannische Mundart übertragen von Bruno Epple. Mit Beiträgen von Bent Gebert und Siegmund Kopitzki. Forum Allmende, Sipplingen 2021.

### Aufsätze
- Was Liebhaber im Sinn haben. In: Gerd Appenzeller (Hrsg.): Mein Bodensee. Liebeserklärung an eine Landschaft. Verlag des Südkurier, Konstanz 1984, 3. Auflage 1989, ISBN 3-87799-031-2, S. 53–58.
- (de/als) Mundart im Landkreis Konstanz. In: Landkreis Konstanz (Hrsg.): Daheim im Landkreis Konstanz. Stadler, Konstanz 1998, ISBN 3-7977-0388-0, S. 96–100.
- Auf die Höri muss man eigens wollen. Thurgauer Jahrbuch, Band 78 (2003); e-periodica.ch.

## Künstlerisches Werk
Epple war seit 1955 auch künstlerisch tätig und machte sich als Maler der sogenannten Naiven Kunst im In- und Ausland einen Namen. Seine klein- (21 × 21 cm) und mittelformatigen (60 × 50 cm)  Ölbilder und Grafiken fanden auch als Buchillustrationen sowohl bei eigenen Büchern als auch für andere Publikationen Verwendung. Zu Epples künstlerischem Werk zählen ferner bunt bemalte Tonfiguren zur Biblischen Geschichte und Fastnacht. Im Jahr 2019 überließ Epple 35 seiner Tonarbeiten zur biblischen Geschichte der katholischen Kirche St. Pankratius, Wangen, wo sie seitdem in Glasvitrinen ausgestellt sind.

### Gemälde (Auswahl)
- 1970: Onkel Doktor, Öl auf Leinwand
- 1970: Freibad, Öl auf Holz
- 1971: Contergan-Kind, Öl auf Leinwand[13]
- 1972: Der Ankömmling, Öl auf Leinwand
- 1972: Unterm Apfelbaum, Öl auf Leinwand
- 1972: Unterm Birnbaum, Öl auf Holz
- 1973: Brautwerbung, Öl auf Leinwand
- 1973: Hohenkrähen, Öl auf Leinwand
- 1973: Striptease, Öl auf Leinwand
- 1974: Waldesruh, Öl auf Holz
- 1975: Schnitzwib, Öl auf Holz
- 1975: Im Gemüsegarten, Öl auf Holz
- 1975: Kartoffelernte, Öl auf Holz
- 1976: Die Schwangere, Öl auf Leinwand
- 1976: Meine Puppe, Öl auf Leinwand
- 1977: Nicht in Noes Arche, Öl auf Leinwand
- 1980: Verlassen, Öl auf Leinwand
- 1985: Judenfriedhof, Öl auf Leinwand[14]
- 1987: Elster im Wintergrau, Öl auf Pressplatte[15]
- 1987: Der Tod des Dichters Robert Walser, Öl auf Leinwand
- 1989: Reife Birnen, Öl auf Leinwand
- 1990: Seebläue im Winter, Öl auf Leinwand
- 1995: Stiller Wintertag, Öl auf Pressplatte[16]
- 1995: Winter über Hemmenhofen, Öl auf Leinwand
- 1999: Ins Buch versenkt, Öl auf Pressplatte
- 2000: Martin Walser und sein Genius, Öl auf Leinwand
- 2000: Wasserfallpracht, Öl auf Leinwand
- 2008: Waldesgrün, Öl auf Leinwand
- 2009: Jazz-Trio, Öl auf Leinwand
- 2009: Heller Winter, Öl auf Leinwand
- 2010: Erwartung des Frühlings, Öl auf Leinwand
- 2010: Im Blütenglück, Öl auf Leinwand
- 2013: Bald wird Tag, Öl auf Leinwand
- 2014: Der Ruderer, Öl auf Pressplatte

### Tonfiguren (Auswahl)
Zur Bibel und Heiligenverehrung:
- Erschaffung der Eva, gebrannter Ton mit Plakatfarbe
- Paradies, gebrannter Ton mit Plakatfarbe
- Radolfzeller Hausherren (Theopont, Senes, Zeno), gebrannter Ton mit Plakatfarbe
- Salomons Urteil, gebrannter Ton mit Plakatfarbe
- Wurzel Jesse, gebrannter Ton mit Plakatfarbe
- Verkündigungsengel, gebrannter Ton
- Hirten mit Schafen, gebrannter Ton
- Drei Könige, gebrannter Ton
- Hirten, gebrannter Ton
- Flucht nach Ägypten, gebrannter Ton mit Plakatfarbe
- Abrahams Gastmahl, gebrannter Ton mit Plakatfarbe
- Mooses und die Gesetzestafeln, gebrannter Ton mit Plakatfarbe
- Jesaja wird Prophet, gebrannter Ton mit Plakatfarbe
- Die Heilige Familie mit Engel, Ochs und Esel, gebrannter Ton mit Plakatfarbe
- Taufe Jesu, gebrannter Ton mit Plakatfarbe

Zur Radolfzeller Fastnacht:
- Gardisten, gebrannter Ton mit Plakatfarbe
- Kappedeschle, gebrannter Ton mit Plakatfarbe
- Schnitzwiber, gebrannter Ton mit Plakatfarbe
- Narreneltern, gebrannter Ton mit Plakatfarbe

## Nachlass und Stiftungen
Bruno Epples handschriftlicher Nachlass kam als Vorlass in großen Teilen bereits ins Kreisarchiv Bodenseekreis, Salem, während die „Galerie Bodenseekreis“ einige seiner Bilder erwarb. Laut Mitteilung der „Muettersproch-Gsellschaft“ wird nach Epples Verfügung eine „Bruno Epple Stiftung für Pflege und Erhalt der alemannischen Mundart e. V.“ gegründet. Das Wangener Haus, Grundstück und Inventar sollen laut testamentarischer Verfügung Epples veräußert werden. Der Erlös werde in Teilen an seine zu gründende Stiftung und an die „Doris-Epple-Stiftung – Armenhilfe für Russland“ im Deutschen Caritasverband, Bistum Osnabrück, gehen, die seit 25 Jahren mehrere Suppenküchen und soziale Einrichtungen in Russland unterstützt. Im Oktober 2024 wurden in Radolfzell 19 Bilder aus Epples Nachlass zugunsten der Epple-Stiftungen versteigert. Ein Epple-Museum, das von manchen ins Gespräch gebracht worden war, wird es nicht geben.

## Filme
- Muettersproch-Gsellschaft: Bruno Epple – Mittelhochdeutsch und Mundart (aufgenommen 2017).
- Forum Allmende für Literatur: Bruno Epple in memoriam – geboren 1. Juli 1931, gestorben 11. August 2023 (aufgenommen 2019–2021).

## Einzelausstellungen (Auswahl)
- 1965 Bad Krozingen
- 1969/1971/1975 Hamburg, Galerie Atelier Mensch
- 1973: Rio de Janeiro, Museu de Arte Moderna do Rio de Janeiro
- 1974: Morges, Galerie pro arte Kasper
- 1980/1983/1990/1998 Caracas, Galería Contini
- 1982/1994: Amriswil, Galerie 19 – Dino Larese
- 1988: Meersburg, Galerie im Barockschloß (mit Katalog)[20]
- 1994: Nizza, Musée international d’art naïf Anatole Jakovsky (mit Katalog)[21]
- 1999: Weimar: Hotel Elephant
- 2005: Gaienhofen, Hermann-Hesse-Höri-Museum: Bruno Epple – der Poet (mit Katalog)[22]
- 2006: Meersburg, Galerie Bodenseekreis am Schlossplatz Meersburg
- 2006: Singen, Städtisches Kunstmuseum: Bruno Epple – der Maler (mit Katalog)[23]
- 2015: Radolfzell, Städtische Galerie Villa Bosch, Stadtbibliothek, Stadtmuseum: Bruno Epple – Bilder, Worte, Figuren (mit Katalog)[24]

## Musik
- 2002, mit Konrad Philipp Schuba (Orgel), Klaus Paul: Musik von der Klosterinsel Reichenau.